# Il Re Giallo
Il Re Giallo (in inglese The King in Yellow) è una raccolta di dieci racconti dello scrittore statunitense Robert William Chambers. L'opera è considerata uno dei più grandi esempi di letteratura gotica ed è stata di ispirazione, in ambito letterario, per altri autori tra cui H.P. Lovecraft.
Il Re Giallo è anche il titolo dello pseudobiblion citato all'interno dell'opera stessa, similmente a quanto avviene con il Necronomicon in molteplici racconti di Lovecraft.

## I Racconti

### Il Riparatore di Reputazioni (The Repairer of Reputations)
Questa storia è ambientata in un 1920 che non c'è mai stato, dato che il racconto è stato scritto nel 1890, ed è raccontata dal punto di vista di Hildred Castaigne che, dopo aver letto Il re in Giallo, cerca di far valere la sua rivendicazione sulla Dinastia d'America, aiutato dal riparatore di reputazioni Mr. Wilde.

### La Maschera (The Mask)
Il protagonista assiste l'amico Boris nella marmorizzazione di un giglio, un processo alchemico tramite il quale l'artista tramuta qualsiasi materiale o creatura in marmo bianco.

### Nella Corte del Drago (In the Court of the Dragon)
Il racconto si apre nella Chiesa di San Barnaba dove il narratore senza nome sta cercando riposo dopo essere stato mentalmente disturbato dalla lettura dell'opera Il Re in Giallo. Egli vive nella Corte del Drago, uno stretto passaggio tra la Rue de Rennes e la Rue du Dragon. Un uomo che aveva incontrato in chiesa appare quindi nella Corte del Drago e si rende conto che è il Re in Giallo, che sta dando la caccia alla sua anima.

### Il Segno Giallo (The Yellow Sign)
Si apre a Washington Square dove il narratore, il signor Scott, scorge il guardiano nel vicino cimitero e si sente respinto da lui. La sua modella, Tessie Reardon, racconta un sogno ricorrente di un carro funebre che trasporta una bara in cui Scott giace vivo. I due finiscono per leggere Il re in Giallo e confrontarsi con questo uomo inquietante.

### La Demoiselle d'Ys (The Demoiselle d'Ys)
Philip, un americano, si perde mentre va a caccia in Bretagna. Incontra una donna chiamata Jeanne e viene invitato al castello dove vive, lo Chateau d'Ys.

### Il paradiso del profeta (The Prophet's Paradise)
Non è una vera "storia" in nessun senso narrativo convenzionale, consiste in un poema iniziale e otto brevi sottosezioni in prosa poetica. Ha una caratterizzazione onirica e presenta personificazioni come Amore e Verità.

### La Via dei Quattro Venti (The Street of the Four Winds)
Questo racconto parla di un artista di nome Severn, che vive da solo nel Quartiere Latino di Parigi, nella via del titolo. Ci viene presentato mentre accoglie in casa sua un gatto con cui parla e che nutre, prima di restituirlo alla sua padrona, Sylvia Elven.

### La Via della Prima Bomba (The Street of the First Shell)
L'artista Jack Trent vive con il suo cane Hercules e la sua modella Sylvia a Parigi, durante la guerra franco prussiana. Un conoscente di Trent, Hartman, viene arrestato come spia tedesca, nonostante sia cittadino americano.

### La Via della Madonna dei Campi (The Street of Our Lady of the Fields)
Hastings, un giovane studente americano, si è trasferito nel quartiere latino di Parigi per formarsi nella pittura. Qui conosce e fa amicizia con diversi artisti conterranei, tra cui una loro amica, Valentine, a cui si legherà molto nonostante provengano da due mondi differenti.

### Rue Barrée (Rue Barrée)
Ambientata nel Quartiere Latino di Parigi, questa storia ruota attorno alla strada omonima. Inizia con uno studente che indica l'artista Foxhall Clifford a Selby, un nuovo arrivato nella capitale francese, che si innamora di una ragazza senza nome - che lui battezza, non avendo altre informazioni - con il nome della strada.

## Altri Media
- Il libro è stato fonte di ispirazione per la prima stagione della serie True Detective.[2]
- Il Re in Giallo è il titolo del numero 235 del fumetto Dampyr della Sergio Bonelli Editore.
- La casa editrice Pelgrane Press ha pubblicato un gioco di ruolo, tradotto in italiano da Need Games.